# لنی اشمیت
لنی اشمیت (آلمانی: Leni Schmidt; ۲۸ دسامبر ۱۹۰۶ – ۱۱ نوامبر ۱۹۸۵) دونده سرعت زن اهل آلمان بود.